# Pschu
Pschu (abchaziska: Ҧсҳәы, Pschwy; georgiska: ფსხუ, Pschu; ryska: Псху, Pschu) är en liten bergsby i den autonoma republiken Abchazien, Georgien. År 2011 hade byn 189 invånare med en majoritet av etniska ryssar (91,0%) och Abchazer (9,0%). I utkanten av Pschu ligger Pschu flygplats, varifrån flyg går till Abchaziens huvudstad Suchumi.